# Wiktoryja Raschtschupkina
Wiktoryja Raschtschupkina (belarussisch Вікторыя Рашчупкіна; * 23. Mai 1995 in Brest) ist eine belarussische Geherin.

## Sportliche Laufbahn
Raschtschupkina errang bisher fünf Belarussische Meisterschaften. So konnte sie sich den Titelgewinn über die 5000-Meter-Distanz einmal (2018), über die 10.000-Meter-Distanz zweimal (2017, 2018) und über die 20 Kilometer ebenfalls zweimal (2019, 2020) sichern.

## Persönliche Bestleistungen
- 5000 Meter: 22:40,17 min, 16. Mai 2015 in Brest, Belarus
  - 5000 Meter (Halle): 21:06,92 min, 22. Februar 2020 in Mahiljou
- 10.000 Meter: 47:00,00 min, 15. Mai 2015 in Brest, Belarus
  - 10.000 Meter (Halle): 43:49,97 min, 21. Februar 2020 in Mahiljou
- 20 Kilometer: 1:30:15 h, 24. August 2019 in Minsk